# Philip May
Philip John May (Norfolk, 18 de setembro de 1957) é um banqueiro e gerente de portfólio do Reino Unido.  Ele é marido de Theresa May, primeira-ministra do Reino Unido de 2016 até 2019.

## Início da vida
Philip nasceu em Norfolk e cresceu perto de Liverpool. Seus pais eram Robert John May e Joy Miller.
Philip estudou em uma faculdade de Lincoln College da Universidade de Oxford, graduando-se com um grau na história. Ele serviu como Presidente da Oxford Union Society durante 1979. Nessa função, ele assumiu a partir futuro deputado conservador Alan Duncan e foi sucedido pela futura jornalista Michael Crick.

## Vida pessoal
May e sua esposa, então conhecida como Theresa Brasier, reuniu-se, enquanto os alunos da Universidade de Oxford que foram introduzidas pelo futuro primeiro-ministro do Paquistão Benazir Bhutto. Mais tarde, eles ligados por um amor compartilhado de cricket, e casou-se no dia 6 de detembro de 1980.  O casal não tem filhos.